# W59

Comparação da bola de fogo de cinco armas, incluindo a W59.

A W59 foi um modelo de ogivas termonucleares usadas em alguns mísseis ICBM Minuteman I entre 1962 e 1969, e planejadas para serem usadas no cancelado  míssil balístico lançado por ar GAM-87 Skybolt.
As W59 tinham 16 polegadas de diâmetro e 47,8 polegadas de comprimento e pesavam 550 libras. Elas tinham um rendimento projetado de 1 megaton.

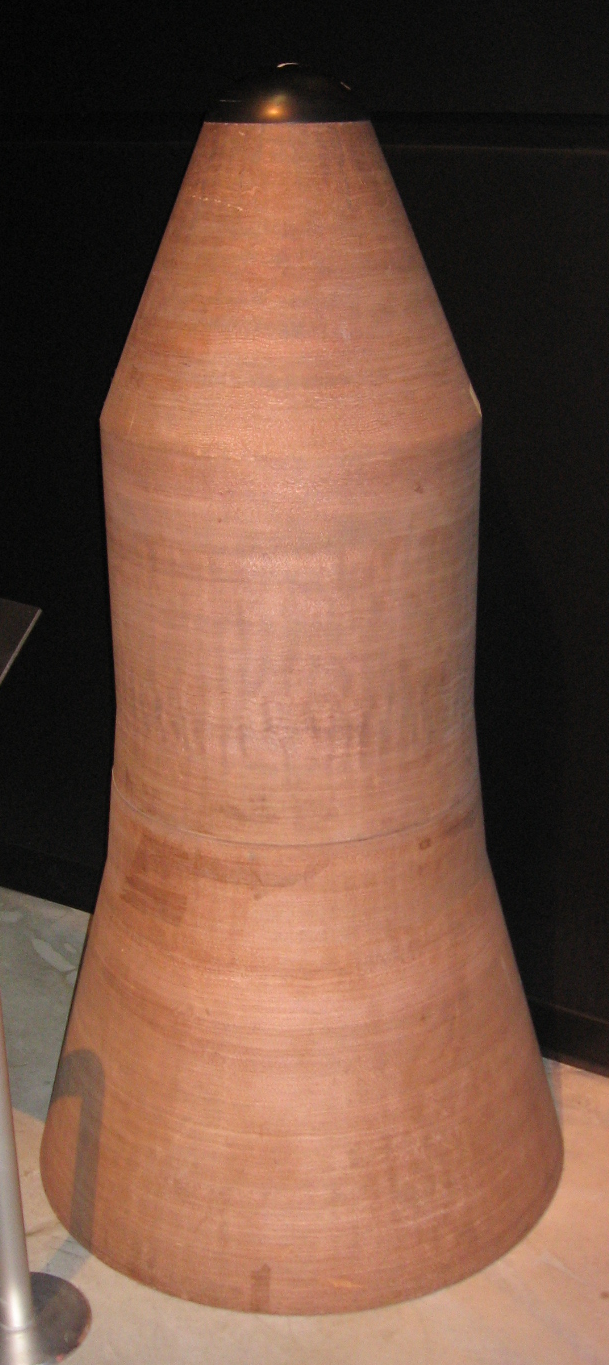
Veículo de reentrada atmosférica Mark 5, usados pela W59.

Um total de 150 ogivas W95 foram produzidas durante o seu tempo de serviço. A W59 foi uma das cinco armas nucleares identificadas pelo pesquisador Chuck Hansen usando o comum Tsé-tsé primário no estágio primário(uma bomba de fissão usada para comprimir e detonar o secundário). As pesquisar de Chuck indicam que o Tsé-tsé também foram usadas nas armas dos E.U.A B43, W44, W50 e B57.
Evidências históricas indicam que estas armas compartilharam um problema de confiabilidade, que Hansen atribui a erros de cálculo da seção transversal do trítio nas reações de fusão nuclear. As armas não foram testadas extensivamente assim como alguns modelos anteriores devido a moratória de testes nucleares do meio da década de 1960, e o problema de confiabilidade foi descoberto depois que a moratória acabou. Esse problema foi aparentemente compartilhado por armas que utilizavam o Python primário